# Aemocia farinosa
Aemocia farinosa là một loài bọ cánh cứng trong họ Cerambycidae.